# In Love with Myself
"In Love With Myself" là một ca khúc được biểu diễn bởi DJ người Pháp David Guetta và JD Davis cho album phòng thu thứ hai của Guetta, Guetta Blaster. Ca khúc được chọn làm đĩa đơn thứ tư và cũng là đĩa đơn cuối cùng trích từ album, và được phát hành vào ngày 15 tháng 3 năm 2005. Đĩa đơn này chỉ được phát hành ở Pháp.

## Danh sách ca khúc
1. "In Love With Myself" (Benny Benassi Remix) - 6:34
2. "In Love With Myself" (Fuzzy Hair Remix) - 8:02
3. "In Love With Myself" (Robbie Rivera Remix) - 8:36
4. "In Love With Myself" (David Guetta & Joachim Garraud Remix) - 7:47
5. "In Love With Myself" (JD Davis Remix) - 5:37

## Xếp hạng
| Bảng xếp hạng (2004–05) | Vị trí cao nhất |
| ----------------------- | --------------- |
| Swiss Singles Chart     | 46              |